# Diplazium morogorense
Diplazium morogorense är en majbräkenväxtart som beskrevs av Jacobus Petrus Roux.
Diplazium morogorense ingår i släktet Diplazium och familjen Athyriaceae. Inga underarter finns listade i Catalogue of Life.